# MPEG-4
MPEG-4 — международный стандарт, используемый преимущественно для сжатия цифрового аудио и видео. Он появился в 1998 году и включает в себя группу стандартов сжатия аудио и видео и смежные технологии, одобренные ISO — Международной организацией по стандартизации/IEC Moving Picture Experts Group (MPEG). Стандарт MPEG-4 в основном используется для вещания (потоковое видео), записи фильмов на компакт-диск и в видеотелефонии (видеотелефон) и широковещании, в которых активно используется сжатие цифровых видео и звука.
MPEG-4 включает в себя многие функции MPEG-1, MPEG-2 и других подобных стандартов, добавляя такие функции, как поддержка языка виртуальной разметки VRML для показа 3D-объектов, объектно-ориентированные файлы, поддержка управления правами и разные типы интерактивного медиа. AAC, который был стандартизован как дополнение к MPEG-2 (уровень 3), был также расширен и включен в MPEG-4.
MPEG-4 делится на несколько частей. Ключевыми частями стандарта MPEG-4 являются часть 2 (MPEG-4 part 2, включая Advanced Simple Profile, используемый такими кодеками как DivX, Xvid, Nero Digital и 3ivx, а также QuickTime 6) и часть 10 (MPEG-4 part 10/MPEG-4 AVC/H.264 или Advanced Video Coding, используемый такими кодеками, как x264, Nero Digital AVC, QuickTime 7, а также в цифровых дисках, таких как HD DVD и Blu-ray Disc).

## Обзор
MPEG-4 предоставляет комплект технологий для разработчиков, для различных поставщиков услуг и для конечных пользователей.
- MPEG-4 позволяет различным разработчикам создавать объекты услуг и технологий, например, цифровое телевидение и мультипликацию, WWW и их расширения, обладающие лучшей адаптивностью и гибкостью при улучшении качества. Этот стандарт позволяет разработчикам более эффективно управлять контентом и бороться против пиратства.
- Формат MPEG-4 предоставляет конечным пользователям широкий спектр возможностей, позволяющих взаимодействовать с различными анимированными объектами.
- Существуют стандартизированные процедуры конвертации типов данных MPEG-4, что увеличивает гибкость формата и позволяет адаптировать содержимое для различных сервисов.

MPEG-4 использует объектное представление мультимедиа-данных, в котором в роли объектов могут выступать как фрагменты видео- и аудиоданных, так и статичные изображения, двух- и трёхмерные объекты и текст. Это основное отличие стандарта от своего предшественника MPEG-2, который представляет собой совокупность техник сжатия видео- и аудиоданных.
Благодаря этой основе формат MPEG-4 выполняет различные функции, среди которых следующие:
- Аудиопотоки, видео и аудиовизуальные данные могут быть как естественными, так и искусственно созданными. Это означает, что они могут быть как записаны на видеокамеру или микрофон, так и созданы с помощью компьютера и специального программного обеспечения.
- Мультиплексирование и синхронизация данных, связанных с аудиовизуальным объектом, в том смысле, что они могут быть переданы через сетевые каналы.
- Возможно взаимодействие с аудиовизуальной сценой, формируемой на стороне приемника.

## Части стандарта MPEG-4
MPEG-4 состоит из нескольких частей («parts»). Некоторые из них являются отдельными стандартами или идентичны другим существующим (например, часть 10). Список частей включает следующие:
- Part 1 (ISO/IEC 14496-1): Systems: Описывает синхронизацию и мультиплексирование видео и аудио. Например, транспортный поток.
- Part 2 (ISO/IEC 14496-2): Visual: Описывает кодеки для видео (видео, статических текстур, синтетических изображений и т. д.). Один из нескольких «профилей» в Part 2 — это Advanced Simple Profile (ASP) — наиболее широко используемая часть стандарта MPEG-4.
- Part 3 (ISO/IEC 14496-3): Audio: Набор кодеков для сжатия аудио и речи, включая Advanced Audio Coding (AAC) и несколько инструментов обработки аудиосигналов.
- Part 4 (ISO/IEC 14496-4): Conformance: Описывает процедуру тестирования на совместимость частей стандарта.
- Part 5 (ISO/IEC 14496-5): Reference Software: Содержит программы для демонстрации и более ясного описания других частей стандарта.
- Part 6 (ISO/IEC 14496-6): Delivery Multimedia Integration Framework: Протокол управления мультимедийными потоками.
- Part 7 (ISO/IEC 14496-7): Optimized Reference Software: Содержит примеры, демонстрирующие возможные улучшения реализации алгоритмов (например, по отношению к части Part 5).
- Part 8 (ISO/IEC 14496-8): Carriage on IP networks: Определяет методы передачи содержимого MPEG-4 с использованием протокола IP.
- Part 9 (ISO/IEC 14496-9): Reference Hardware: Содержит примеры проектирования аппаратного обеспечения, реализующего поддержку других частей стандарта.
- Part 10 (ISO/IEC 14496-10): Advanced Video Coding: Описывает стандарт сжатия видео, технически идентичный стандарту H.264, разработанному ITU-T.
- Part 11 (ISO/IEC 14496-11): Формат двоичного представления сцены BIFS (BInary Format for Scene).
- Part 12 (ISO/IEC 14496-12): Спецификация формата медиафайлов ISO.
- Part 13 (ISO/IEC 14496-13): Intellectual Property Management and Protection (IPMP) Extensions: Описывает механизмы защиты содержимого как интеллектуальной собственности.
- Part 14 (ISO/IEC 14496-14): Формат файла MP4.
- Part 15 (ISO/IEC 14496-15): AVC File Format: Описание формата файлов для хранения данных, сжатых в соответствии со стандартом, описанным в части 10. Формат основан на медиаконтейнере ISO (часть 12).
- Part 16 (ISO/IEC 14496-16): Animation Framework eXtension (AFX).
- Part 17 (ISO/IEC 14496-17): Потоковый текстовый формат — субтитры.
- Part 18 (ISO/IEC 14496-18): Font Compression and Streaming: Описывает техники сжатия шрифтов и передачи по сети (для шрифтов типа OpenType).
- Part 19 (ISO/IEC 14496-19): Synthesized Texture Stream: Описывает техники сжатия и передачи текстур.
- Part 20 (ISO/IEC 14496-20): Содержит описание формата компактного представления сцены Lightweight Scene Representation (LASeR), представляющего собой альтернативу формату BIFS, описанному в части 11.
- Part 21 (ISO/IEC 14496-21): MPEG-J Graphical Framework eXtension (GFX): Описывает технологию поддержки языка программирования Java для динамического изменения сцены.
- Part 22 (ISO/IEC 14496-22): Open Font Format Specification (OFFS): Спецификация формата файла шрифтов.

Также внутри частей определены профили стандартов, поэтому реализация какой-либо части стандарта ещё не означает полной поддержки этой части.

## Лицензирование
В MPEG-4 содержатся патентованные технологии, которые могут требовать лицензирования в странах, признающих патенты на программное обеспечение.

### Видео
Патенты на MPEG-4, часть 2 (визуальная часть) истекли во всём мире, последний из них — 28 января 2024 года.

### Звук
Использование кодека MPEG Layer-3 не требует лицензионных отчислений, так как соответствующие патенты уже истекли.
Пользователям не требуются лицензии или оплата для распространения или потоковой передачи аудио в формате AAC. Только по этой причине AAC мог стать более привлекательным форматом для распространения аудио, чем его предшественник MP3, особенно для потокового аудио (например, интернет-радио).
Однако патентная лицензия требуется для всех производителей или разработчиков кодеков AAC для «конечных пользователей». Условия (согласно документам, предоставленным SEC) предусматривают оплату за единицу продукта. В случае программного обеспечения каждый компьютер, на котором запущено ПО, считается отдельной «единицей».
Раньше для свободных и открытых реализаций, таких как FFmpeg и FAAC, было обычной практикой распространять ПО только в виде исходного кода, чтобы иным образом не «поставлять» кодек AAC. Однако сборки «gyan.dev», рекомендуемые официальным сайтом FFmpeg, сейчас содержат кодек AAC, при этом на странице юридической информации указано, что соблюдение патентного законодательства является обязанностью пользователя. Fedora Project, сообщество, поддерживаемое Red Hat, импортировало «стороннюю модифицированную версию библиотеки кодеков Fraunhofer FDK AAC для Android» (Third-Party Modified Version of the Fraunhofer FDK AAC Codec Library for Android) в свои репозитории 25 сентября 2018 года, и включило нативный кодировщик и декодировщик AAC из FFmpeg для своего пакета ffmpeg-free 31 января 2023 года.
Держателями патентов на AAC являются Bell Labs, Dolby, ETRI, Fraunhofer, JVC Kenwood, LG Electronics, Microsoft, NEC, NTT (и её дочерняя компания NTT Docomo), Panasonic, Philips и Sony. Судя по списку патентов из условий SEC, последний патент на базовый AAC истекает в 2028 году, а последний патент на все упомянутые расширения AAC истекает в 2031 году.

## Альтернативы
Альтернативы с открытыми исходными текстами, позволяющие инкапсулировать аудио/видео:

### Контейнеры
- Ogg — создан компанией Xiph Foundation.
  - См. также: OGM — создан на основе Ogg, но не является официальным стандартом фонда Xiph.Org.
- Matroska — файлы .mkv и .mka.
- NUT — разработан группой MPlayer.

### Видеокодеки
- DivX — кодек, основанный на стандарте MPEG-4. Версия 3.11 сходна MPEG-4 и h.263, но имеет отличия, например, заголовок кадра. Версия 4 основана на MPEG-4 SP, версия 5 и выше — на MPEG-4 ASP.
- x264 — H.264 (MPEG-4 part 10) реализация. Свободный кодек.
- Xvid — кодек MPEG-4 part 2, совместимый с DivX. Свободный кодек.
- FFmpeg-кодеки — кодеки в библиотеке libavcodec из проекта FFmpeg (FFV1, Snow, MPEG-1, MPEG-2, MPEG-4 part 2, MSMPEG-4, H.264, WMV2, SVQ3, MJPEG, HuffYUV, Indeo и другие).
- Tarkin — экспериментальный видеокодек, сжимающий с потерями, разрабатываемый Xiph.org Foundation и основанный на 3-D-вейвлет сжатии.
- Lagarith — видеокодек без потерь.
- Theora — основан на VP3, часть Ogg Project. Свободный кодек.
- Dirac — основанный на вейвлетах кодек, созданный BBC.
- Huffyuv — кодек без потерь от BenRG.

### Аудиокодеки
- FLAC — сжатие без потерь.
- iLBC — сжатие звука с низким битрейтом.
- Musepack — сжатие с потерями.
- Speex — сжатие с низким битрейтом, в основном речи.
- TTA — сжатие без потерь.
- Vorbis — сжатие с потерями; разработан Xiph.org.
- WavPack — сжатие с потерями/без потерь.